# Эджевит, Бюлент
Мустафа Бюле́нт Эджевит (тур. Mustafa Bülent Ecevit; 28 мая 1925, Стамбул — 5 ноября 2006, Анкара) — турецкий политический деятель социал-демократического толка, поэт, писатель, переводчик (в том числе Томаса Элиота, Рабиндраната Тагора и Бернарда Льюиса), литературовед, журналист. Премьер-министр Турции в 1974, 1977, 1978–1979 и 1999–2002 годах.

## Биография
Из семьи интеллигенции (отец — профессор судебной медицины, мать Назлы Эджевит — одна из первых женщин в Турции, профессионально занимавшихся живописью) с боснийскими и курдскими корнями (по утверждению самого Эджевита).
В 1944 году окончил американский Роберт-колледж в Стамбуле. Работал переводчиком и журналистом в Турции, Великобритании и США. В Лондоне в 1946—1950 годах также сотрудничал в секретариате пресс-атташе посольства Турции. Изучал историю искусства, санскрит и бенгальский язык (чтобы читать произведения Рабиндраната Тагора в оригинале) в Школе востоковедения и африканистики Университета Лондона, но так и не закончил его.

### Путь к руководству РНП
Вернувшись на родину, стал (в 1951—1957 годах) сотрудником газеты «Улус» («Народ») — центрального органа Республиканской народной партии (РНП), основанной Кемалем Ататюрком. На него обратил внимание партийный лидер Исмет Инёню, и в 1957 году Эджевит был впервые избран в парламент. В 1961—1965 году был министром труда; в этой роли в 1963 году способствовал принятию закона, легализовавшего право на забастовку, а также расширил сферу социального обеспечения и коллективных договоров.
В условиях кризиса РНП Эджевит, возглавлявший левое крыло партии, сумел реорганизовать её из бюрократической в современную социал-демократическую партию, опирающуюся на рабочий класс и профсоюзы. В 1966 году на XVIII съезде РНП группа Эджевита, выступавшая под лозунгом «Левее центра», получила поддержку местных партийных организаций, а сам он был избран генеральным секретарём партии. Однако в 1971 году подал в отставку, когда партия поддержала установленное военными правительство.

### Премьер-министр

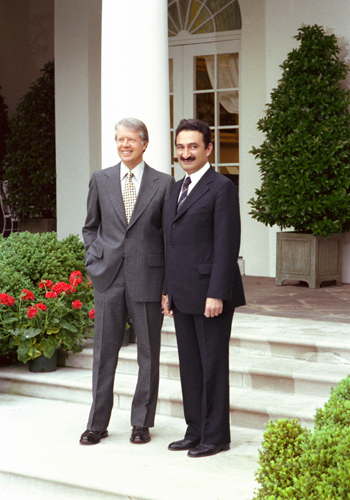
Бюлент Эджевит и Джимми Картер. Белый дом, 31 мая 1978.

Лидер РНП в 1972—1980 годах (сменил Исмета Иненю). Возглавил правительство в коалиции с Партией национального спасения исламиста Неджметтина Эрбакана, что противоречило светским установкам РНП. В 1974 году (во время Кипрского кризиса), 1977, 1978—1979 годах — премьер-министр Турции, причём его основным оппонентом в тот период был Сулейман Демирель. В противостоянии с его Партией справедливости Эджевит приводил свою партию к впечатляющим победам на парламентских выборах 1973 и 1977 годов — 33,3 % и 41,4 % голосов.
Считал виновником бойни на площади Таксим на первомай 1977 года антикоммунистическую контргерилью. После военного переворота 1980 года ему было запрещено заниматься политической деятельностью. Однако через некоторое время запрет был снят благодаря референдуму 1987 года, и в 1987—1988 и 1989—2004 годах Эджевит являлся лидером Демократической левой партии, основанной в 1985 году его женой Рахшан Эджевит и группой их сторонников, покинувших Социал-демократическую народную партию.

### Последнее премьерство и смерть
В 1999—2002 годах — вновь премьер-министр Турции (в коалиции с несколькими правыми партиями). В период его последнего срока был заключён договор с ЕС, а также арестован и осуждён лидер Рабочей партии Курдистана Абдулла Оджалан. Таким образом, как и во время интервенции на Кипр в 1974 году, экономически самый левый премьер-министр Турции проявил себя как сторонник жёсткого националистического курса. 
В 2000 году не мог избираться на пост президента Турции, поскольку у него не было оконченного высшего образования. При этом Эджевит категорически отказался от предложения соратников по коалиционному правительству изменить соответствующий пункт законодательства под себя.
Уже будучи больным, в 2002 году, потерпев поражение на досрочных выборах от Партии справедливости и развития Реджепа Тайипа Эрдогана, ушёл в отставку и заявил об уходе из политики; Эджевита на посту премьер-министра сменил Абдулла Гюль.
В 2006 году Эджевит получил кровоизлияние в мозг, был переведён в искусственную кому и умер. Его похороны посетили более миллиона человек, включая политиков из Турции и Украины.